# تهنون
تَهْنُون (الاسم العلمي: Bathyergus)، جنس قوارض من فصيلة التهنونيات المتوطنة في جنوب أفريقيا. أنواعها اثنان. أجسامها اسطوانية غليظة طولها نحو 25 سم. قوائمها قصيرة. أظافرها جاسَّة قوية. عيونها خرزية صغير آذانها لاقوفية. أذنابها خصل شعر تعلو جداع. أثوابها كثيفة الشعر لونها إلى الصهبة المختلفة المواج تعبق مع اقترابها من ثبج الظهر. إناثه تضع من الجروين إلى الأربعة. يألف الشطوط الرملية. أحجاره عميقة الغَور متشعبة الأنفاق العديدة. قُوتُه ما استطاع من النبات.